# Lets voetbalkampioenschap 1955
In 1955 werd het 12e voetbalseizoen gespeeld van de Letse SSR, voorheen was Letland onafhankelijk en speelden de clubs in de  Virslīga. 
Darba Rezerves werd voor eerste keer kampioen. 

## Stand
| Pos | Team                | Wed | W  | G | V  | Ptn | DV | DT | +/− |
| --- | ------------------- | --- | -- | - | -- | --- | -- | -- | --- |
| 1   | Darba Rezerves      | 18  | 16 | 0 | 2  | 32  | 61 | 16 | +45 |
| 2   | VEF                 | 18  | 12 | 1 | 5  | 25  | 40 | 22 | +18 |
| 3   | RER                 | 18  | 11 | 2 | 5  | 24  | 40 | 12 | +28 |
| 4   | ASK                 | 18  | 10 | 2 | 6  | 22  | 30 | 26 | +4  |
| 5   | Sarkanais Metalurgs | 18  | 9  | 3 | 6  | 21  | 25 | 15 | +10 |
| 6   | Vulkans             | 18  | 8  | 0 | 10 | 16  | 36 | 32 | +4  |
| 7   | Varpa               | 18  | 4  | 3 | 11 | 11  | 29 | 48 | −19 |
| 8   | Dinamo Rīga         | 18  | 5  | 1 | 12 | 11  | 23 | 54 | −31 |
| 9   | Daugava Talsi       | 18  | 4  | 3 | 11 | 11  | 24 | 62 | −38 |
| 10  | FK Ventspils        | 18  | 2  | 3 | 13 | 7   | 21 | 42 | −21 |

## Kampioen
| Virslīga 1955                      |
| Letland                            |
| ---------------------------------- |
| Darba Rezerves Kampioen (1° titel) |